# تيبور كالينا
تيبور كالينا هو لاعب كرة قدم مجري في مركز الهجوم، ولد في 10 أكتوبر 1976 في بودابست في المجر. لعب مع غيور تورنا أوزتالي ونادي أويبست ونادي دوناويفاروش ونادي كرينز ونادي كيكسكيميت وهكا.

## وصلات خارجية
- تيبور كالينا على موقع عالم كرة القدم.نت (الإنجليزية)